# Wacana
Wacana: Journal of the Humanities of Indonesia – indonezyjskie interdyscyplinarne czasopismo naukowe, publikujące recenzowane artykuły, poświęcone zagadnieniom z zakresu lingwistyki, filologii, antropologii, historii, filozofii i pokrewnych dziedzin wiedzy. Jest skoncentrowane tematycznie na Indonezji.
Jest wydawane przez Wydział Literatury (Nauk Humanistycznych) Uniwersytetu Indonezyjskiego (Fakultas Sastra Universitas Indonesia). Wcześniej (do 2019 r. włącznie) było wydawane we współpracy z Brill.
Publikuje artykuły w języku angielskim. Ukazuje się dwa razy w roku. Jest dostępne zarówno w postaci drukowanej, jak i internetowej.